# 朱刚日尧
朱刚日尧（1988年6月5日—），白族，贵州省安顺市人，中国大陆男演员。中国戏曲学院、中央戏剧学院肄业。

## 早年生涯
1988年6月5日，朱刚日尧出生在贵州省安顺市的白族家庭。朱刚日尧曾在中国戏曲学院附属中等戏曲学校学习京剧，1997年，他以全国第二名的成绩考入中国戏曲学院导演系，2005年考入中央戏剧学院，学戏剧影视表演。

## 演员生涯
2009年，朱刚日尧出道，在话剧《毛泽东在西柏坡的畅想》中扮演林彪。
2010年，朱刚日尧出道一年後在张黎执导的历史剧《孔子春秋》中出任男主角孔子。同年，他参演《金婚风雨情》，扮演耿直（胡军饰）的大儿子耿远。同年，他在王志飞、刘蓓、张国立、韩雨芹主演的历史剧《草根王》中出演配角溥仪。
2011年，朱刚日尧在谷智鑫、李沁、徐百卉、陈建斌主演的历史剧《中国1921》中演蒋介石。同年，他在曾泳醍、袁志博、贺丹丹、李若嘉主演的战争剧《战火四千金》中出演配角和贺英良。
2012年，朱刚日尧和黄轩、苏青、李璟共同主演沈好放执导的传记剧《铁血男儿夏明翰》。
2014年，朱刚日尧参演《我心灿烂》，扮演知青医生赵家仁。同年，他在吴秀波、姚晨、张萌、方中信主演的现代爱情剧《离婚律师》（杨文军执导）中扮演岳群，该剧在网络播出一个月就破了15亿。同年，他在由刘醒龙长篇小说《天行者》改编的电视剧《我们光荣的日子》出演配角胡校长。
2015年，朱刚日尧、曹曦文、王凯共同主演现代爱情剧《等你爱我》。
2016年，朱刚日尧参演佟大为、陈乔恩、王一博主演，台湾导演陈铭章执导的爱情喜剧《人间至味是清欢》，该剧取得双网收视率第一的地位。同年，他在《头号前妻》中扮演林朵渔（毛俊杰饰）的爱慕者韩彬。
2018年，朱刚日尧参演秦俊杰、徐璐、胡海锋主演的战争剧《天衣无缝》，扮演资历平（秦俊杰饰）的二哥资历安，上海警备司令部侦缉处二科科长。同年，他在陈坤、万茜主演的谍战剧《脱身》中出演配角医生唐平英。
2019年，朱刚日尧在高仁、肖宇梁、范梦、刘洋主演的悬疑喜剧《反骗天下》中出演配角。
2021年，朱刚日尧和于和伟、张桐主演历史剧《觉醒年代》，扮演胡适。

## 作品

### 电影
| 年份 | 片名                     | 角色 | 备注 |
| ---- | ------------------------ | ---- | ---- |
| 2011 | 虎头要塞之蓝色七号       |      |      |
| 2019 | 小乔遇上潘多拉之白日做梦 | 钱鹏 |      |

### 电视剧
| 年份 | 片名           | 角色     | 备注                 |
| ---- | -------------- | -------- | -------------------- |
| 2010 | 金婚风雨情     | 耿远     |                      |
| 2010 | 草根王         | 溥仪     |                      |
| 2011 | 中国1921       | 蒋介石   |                      |
| 2011 | 孔子春秋       | 孔子     |                      |
| 2011 | 战火四千金     | 和贺英良 |                      |
| 2012 | 铁血男儿夏明翰 | 章承基   |                      |
| 2014 | 我们光荣的日子 | 胡校长   |                      |
| 2014 | 我心灿烂       | 赵家仁   |                      |
| 2014 | 离婚律师       | 岳群     |                      |
| 2015 | 等你爱我       | 洪忠     | [ 6 ]                |
| 2015 | 且行且珍惜     | 赵斯文   |                      |
| 2016 | 头号前妻       | 韩彬     | [ 7 ]                |
| 2017 | 人间至味是清欢 | 唐小刚   |                      |
| 2018 | 恋爱先生       | 王岩     |                      |
| 2018 | 脱身           | 唐平英   |                      |
| 2019 | 天衣无缝       | 资历安   |                      |
| 2019 | 反骗天下       | 周立宏   | 網絡劇               |
| 2021 | 觉醒年代       | 胡适     |                      |
| 2021 | 百炼成钢       | 蒋介石   |                      |
| 2021 | 功勋           | 李东海   | 單元《孙家栋的天路》 |
| 2022 | 猎罪图鉴       | 陳舟     | 網絡劇               |
| 2022 | 我们这十年     | 方明利   | 單元《一日三餐》     |
| 2023 | 白色城堡       | 馮立     |                      |
| 2023 | 極速悖論       | 安云龍   |                      |
| 2024 | 破茧 (第二季)  | 唐大德   | 網絡劇               |
| 2025 | 成家           | 趙小滿   |                      |
| 待播 | 守护者们       |          |                      |

### 话剧
| 年份 | 名字                 | 角色   | 备注 |
| ---- | -------------------- | ------ | ---- |
| 2008 | 夜莺之爱             | 特柔斯 |      |
| 2009 | 毛泽东在西柏坡的畅想 | 林彪   |      |

## 外部连接
- 朱刚日尧在豆瓣上的资料（简体中文）
- 朱刚日尧在互联网电影资料库（IMDb）上的資料（英文）
- 朱刚日尧的新浪微博